# Priapulus abyssorum
Priapulus abyssorum är en djurart som tillhör fylumet snabelsäckmaskar, och som beskrevs av Menzies 1959. Priapulus abyssorum ingår i släktet Priapulus och familjen Priapulidae. Inga underarter finns listade i Catalogue of Life.